# LTU International
LTU (зарегистрирована как LTU Lufttransport-Unternehmen GmbH) — ныне недействующая немецкая авиакомпания, базировавшаяся в аэропорту Дюссельдорфа. Авиакомпания выполняла рейсы средней и дальней протяжённости. В 2007 году авиакомпанию приобрела Air Berlin, а в 2009 году LTU объединилась с Air Berlin и соответственно, прекратила своё существование.

## История

### 1955—2007: Основание авиакомпании и её дальнейшее развитие
LTU была основана в мае 1955 года как Lufttransport Union с базовым аэропортом во Франкфурте. Нынешнее имя она получила в 1956 году, когда авиакомпания начала выполнять чартерные рейсы. С 1961 года базируется в аэропорту Дюссельдорфа. Через какое-то время авиакомпания стала одной из самых больших немецких авиакомпаний, выполняющих туристические рейсы.
В 1983 году LTU основала свою дочернюю авиакомпанию LTS с базовым аэропортом в Мюнхене. В 1987 году LTS поменяла свою ливрею, приблизив её к ливрее LTU, и была переименована в LTU Süd. В 1998 году авиакомпания объединилась с LTU.
У LTU также были дочерние авиакомпании в Испании (LTE, с 1987 по 2001) и в Австрии (LTU Austria, существовала с 2004 по 2008).
Авиакомпания была выкуплена в марте 2007 года компаниями Intro Verwaltungsgesellschaft (55 % акций) и Marbach Beteiligung und Consulting (45 % акций). Число сотрудников до объединения с Air Berlin насчитывало 2892 человека.

### 2007—2009: Новый владелец и прекращение деятельности
В марте 2007 года Air Berlin выкупила LTU International, создав четвёртую по величине группу авиакомпаний в Европе. В сумме, все эти авиакомпании перевезли 22,1 млн пассажиров в 2006 году. Поглощения авиакомпаний делались для того, чтобы расширить сеть Air Berlin из аэропорта Дюссельдорфа. В начале, туристические рейсы LTU выполняла под собственным именем, в то время как рейсы в США и в Китай — от имени Air Berlin.
Незадолго до полного поглощения LTU авиакомпанией Air Berlin, была представлена новая ливрея, которая сохраняла привычный для этой авиакомпании красный цвет, но белого цвета теперь в ней было гораздо больше.
1 мая 2007 года LTU совершила первый в истории обзорный полёт по Арктике и Северному полюсу из континентальной Европы. Рейс выполнялся самолётом Airbus A330-200 из Дюссельдорфа и обратно через Норвегию, Восточную Гренландию и Исландию, рейс длился 12 часов 55 минут. На борту находилось 283 пассажира.
С октября 2007 года LTU базируется и в аэропорту Берлин-Тегель. Оттуда были запущены рейсы в Бангкок, Пунту-Кану и в Варадеро на самолётах Airbus A330-200.

### Прекращение деятельности
В 2008 году Air Berlin заявила что бренд LTU больше использоваться не будет. Все рейсы будут выполняться от имени Air Berlin. Последний рейс от имени LTU, но уже в ливрее Air Berlin, авиакомпания совершила 13 октября 2009 года по маршруту Монреаль—Дюссельдорф. По состоянию на апрель 2011 года сертификат эксплуатанта LTU уже был просрочен. 27 октября 2017 года Air Berlin сама перестала существовать.

## Направления
До поглощения авиакомпанией Air Berlin, LTU обслуживала 56 направлений в 22 страны мира на четырёх континентах. У авиакомпании также был заключён код-шеринг с Bangkok Airways.

## Флот

### Флот на 2007 год
По состоянию на 2007 год, флот авиакомпании состоял из следующих типов самолётов:

### История флота
Самолёты LTU, используемые до марта 2007 года: